# Bürgernähe, Wählergemeinschaft für Bielefeld
BÜRGERNÄHE, Wähler*innengemeinschaft für Bielefeld ist eine Wählergemeinschaft in Bielefeld. Sie ist seit 2004 im Stadtrat vertreten.
In der Wahlperiode 2004–2009 war sie mit zwei Ratsmitgliedern im Rat vertreten und unterstützte immer wieder Anträge von SPD und Grünen im Stadtrat.
Nach den Kommunalwahlen 2009 war die BÜRGERNÄHE weiterhin mit zwei Sitzen im Stadtrat vertreten. In den Bezirksvertretungen Senne und Mitte erhielt sie jeweils einen Sitz.
Nach der Kommunalwahl 2014 bildete das Ratsmitglied der BÜRGERNÄHE mit den PIRATEN die Ratsgruppe BÜRGERNÄHE/PIRATEN. Die Ratsgruppe bildete mit SPD und GRÜNEN die sogenannte Bielefelder Paprika-Koalition.
Bei den Kommunalwahlen 2020 trat sie mit der Piratenpartei Bielefeld auf einer gemeinsamen Liste an und erzielte mit 1,23 % ein Mandat im Stadtrat, welches vom Bürgernähe-Mitglied Gordana Rammert ausgeübt wird.
| Jahr | Stimmen | Anteil | Sitze | Kommentar   |
| 2004 | 3878    | 2,92 % | 2/60  |             |
| 2009 | 3512    | 2,67 % | 2/66  |             |
| 2014 | 1190    | 0,92 % | 1/66  |             |
| 2020 | 1339    | 1,23 % | 1/66  | mit Piraten |